# Gran Bretagna ai III Giochi olimpici invernali
La Gran Bretagna partecipò ai III Giochi olimpici invernali, svoltisi a Lake Placid, Stati Uniti, dal 4 al 15 febbraio 1932, con una delegazione di 4 atleti impegnati in una disciplina.